# Vordingborg Festuge
Vordingborg Festuge er en byfest og musikfestival, der varer seks dage og hvert år finder sted i uge 28 i Vordingborg på Sydsjælland.
Festugens slogan er "Ikke Danmarks største – men bedste ..."
Festugen har flere end 100.000 og gæstes af store navne fra den danske rock- og popscene som spiller med gratis entre på Slotstorvet tæt ved Gåsetårnet. Traditionelt afslutter bandet Bamses Venner festugen med koncert om lørdagen, efterfulgt af festfyrværkeri. Efter Flemming Bamse Jørgensens død i 2011 har Stig Rossen & Vennerne spillet. Desuden afholdes mindre underholdningsarrangementer for børn og voksne i dagtimerne i byens centrum.
Den første festuge blev holdt i 1980.
I april 2017 meddelte man, at festivalen dette år ville blive aflyst, som følge af en ny fortolkning af reglerne om momsfritagelse fra SKAT. Den hidtidige tolkning var fra 2002. Kort efter offentliggørelsen af denne beslutning meddelte Vordingborg IF ville redde festugen, så den stadig kunne afholdes. En uge efter fastslog foreningen, at man ville afholde festugen uanset om man kunne få momsfritagelse eller ej.